# THE WANTED EP
「THE WANTED EP」（ザ・ウォンテッド・イーピー）は、INFINITY16の1枚目のミニアルバム。2013年10月16日にFar Eastern Tribe Recordsから発売された。

## 概要
- ヒップホップのアーティストをゲストに迎えたミニアルバム。EPというタイトル付いた初のアルバムとなる。

## 収録曲
1. INTRO〜THE WANTED〜
2. DYNAMITE welcomez AK-69
3. アップナンバー welcomez Mummy-D(RHYMESTER)
4. I'M THE BEST welcomez KEN THE 390
5. SALUD welcomez SIMON
6. T・R・Y〜THE WANTED REMIX〜 welcomez SHINGO☆西成
7. DYNAMITE(VERSION)
8. アップナンバー(VERSION)
9. I'M THE BEST(VERSION)
10. SALUD(VERSION)
11. T・R・Y〜THE WANTED REMIX〜(VERSION)

| スタブアイコン | サブスタブ | この項目は、まだ閲覧者の調べものの参照としては役立たない、シングルに関連した書きかけの項目です。この項目を加筆・訂正などしてくださる協力者を求めています（P:音楽/PJ:楽曲）。 |